# 嘉年村 (亞利桑那州)
古德伊爾村（英語：Goodyear Village）是位於美國亞利桑那州皮納爾縣的一個人口普查指定地區。根據2010年美國人口普查，該地人口為457人，而該地的面積約為8.69平方千米。

## 地理
古德伊爾村的座標為33°27′00″N 112°21′30″W / 33.45000°N 112.35833°W，而該地最高點為海拔高度295米（即968英尺）。